# جاسبر د. وارد
جاسبر د. وارد (بالإنجليزية: Jasper D. Ward)‏ هو قاضي ومحامي وسياسي أمريكي، ولد في 1 فبراير 1829 في جافا في الولايات المتحدة، وتوفي في 6 أغسطس 1902 في دنفر في الولايات المتحدة. حزبياً، نشط في الحزب الجمهوري. وقد انتخب عضو مجلس النواب الأمريكي.